# Ballon d'or féminin 2021
Navigation
Édition précédente Édition suivante
Le Ballon d'or féminin 2021 est la 3e édition du Ballon d'or féminin. Organisé par le magazine France Football, il récompense la meilleure footballeuse de l'année 2021. Au cours de la même cérémonie, il est également décerné le Ballon d'or masculin pour le meilleur footballeur, le Trophée Kopa pour le meilleur joueur de moins de 21 ans de l'année et le Trophée Yachine pour le meilleur gardien de but.

## Classement
| Rang | Joueuse                 | Club                                   | Sélection nationale | Points | %       |
| ---- | ----------------------- | -------------------------------------- | ------------------- | ------ | ------- |
| 1    | Alexia Putellas         | FC Barcelone                           | Espagne             | 186    | 29,81 % |
| 2    | Jennifer Hermoso        | FC Barcelone                           | Espagne             | 84     | 13,46 % |
| 3    | Sam Kerr                | Chelsea FC                             | Australie           | 46     | 7,37 %  |
| 4    | Vivianne Miedema        | Arsenal FC                             | Pays-Bas            | 46     | 7,37 %  |
| 5    | Lieke Martens           | FC Barcelone                           | Pays-Bas            | 40     | 6,41 %  |
| 6    | Christine Sinclair      | Portland Thorns                        | Canada              | 36     | 5,77 %  |
| 7    | Pernille Harder         | VfL Wolfsburg                          | Danemark            | 33     | 5,29 %  |
| 8    | Ashley Lawrence         | Paris SG                               | Canada              | 26     | 4,17 %  |
| 9    | Jessie Fleming          | Chelsea FC                             | Canada              | 25     | 4,01 %  |
| 10   | Fran Kirby              | Chelsea FC                             | Angleterre          | 22     | 3,53 %  |
| 11   | Magdalena Eriksson      | Chelsea FC                             | Suède               | 20     | 3,21 %  |
| 12   | Christiane Endler       | Paris Saint-Germain Olympique lyonnais | Chili               | 19     | 3,04 %  |
| 13   | Stina Blackstenius      | BK Häcken                              | Suède               | 10     | 1,60 %  |
| 14   | Sam Mewis               | NC Courage                             | États-Unis          | 8      | 1,28 %  |
| 15   | Irene Paredes           | Paris SG FC Barcelone                  | Espagne             | 8      | 1,28 %  |
| 16   | Ellen White             | Manchester City                        | Angleterre          | 4      | 0,64 %  |
| 17   | Kadidiatou Diani        | Paris SG                               | France              | 3      | 0,48 %  |
| 18   | Marie-Antoinette Katoto | Paris SG                               | France              | 3      | 0,48 %  |
| 19   | Sandra Paños            | FC Barcelone                           | Espagne             | 3      | 0,48 %  |
| 20   | Wendie Renard           | Olympique lyonnais                     | France              | 2      | 0,32 %  |